# 3574 Rudaux
3574 Rudaux este un asteroid din centura principală, descoperit pe 13 octombrie 1982 de Edward Bowell.